# 오가사와라 사건

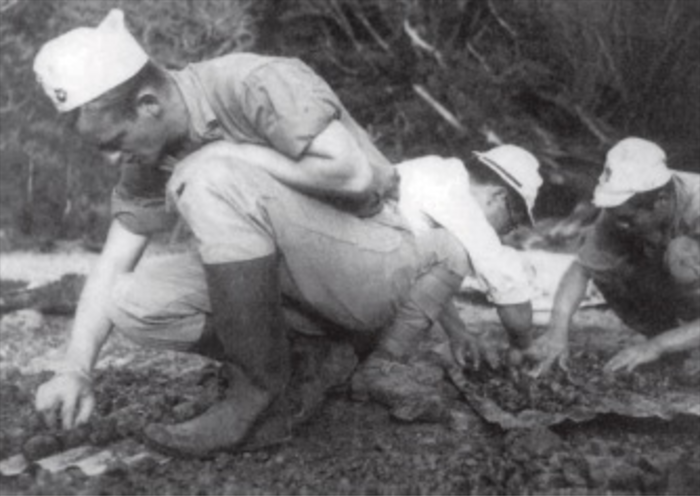
살해된 포로들의 유해를 찾고 있는 미국 해병대원들

오가사와라 사건(小笠原事件, 영어: Ogasawara incident) 혹은 지치지마섬 식인 사건(父島事件, 영어: Chichijima incident)은 1945년 2월 23일부터 25일 사이에 오가사와라 제도의 지치지마섬에서 벌어진 학살 사건으로, 일본군 장군과 장교 및 병사들이 포로가 된 미 해군 소속 비행사들을 구타하여 죽인 다음, 그 시체를 잘게 잘라 인육을 먹은 일이다.

## 경위
당시 지치섬에는 일본 육·해군 혼성 제1여단이 주둔해 섬의 수비를 맡고 있었다. 육군은 다치바나 요시오(立花芳夫) 소장이 이끄는 5개 보병대대 등 약 9000명의 병력으로 이뤄졌으며, 해군은 모리 구니조(森國造) 소장 휘하에 치치시마 방면 특별근거지대, 통신대 등 약 6000명의 병력으로 구성돼 있었다.
이 사건은 다치바나 중장과 마토바 소좌 등이 주동이 되어 저질렀다. 마토바 소좌는 1947년 1월 13일 도쿄재판에서 제출한 보고서에서 다음과 같이 밝혔다.

1. 대대(大隊)는 처형된 미군 조종사의 인육을 먹을 것.

2. 간무리(冠) 중위는 그 인육의 배급을 담당할 것.

3. 사카베(坂部) 군의관은 처형에 입회하여 장기를 적출할 것.

1945년 3월 9일 오전 9시
대대장 육군 소좌 마토바 스에오
발령 방법: 간무리 중위와 사카베 군의관을 직접 불러 명령 하달. 다치바나 여단장에게 보고하고 호리에 참모에게도 통고함.
— 육군 소좌 마토바 스에오

이후 1946년 12월 11일 도쿄재판에서의 기록에 의하면 1944년 12월 뉴기니 전선에서 제18군 사령부가“연합군의 인육을 먹는 것은 허락하지만 아군의 인육을 먹으면 엄중하게 처벌한다”는 지침을 내렸으며, 실제로 명령을 위반한 병사 4명을 처벌했다고 되어 있다.
그러나 지치 섬의 경우는 기아나 식량부족이 원인이 아니었다. 당시 지치 섬의 식량상황을 보더라도, 쌀 배급량이 5홉에서 3홉으로 줄었지만 본토보다는 훨씬 사정이 나았다. 이걸 볼 때 지치섬에서는 기아 때문이 아니라 술안주감으로 미군 포로를 잡아먹었다는 걸 알 수 있다.

## 사건 이후
재판 결과 다치바나 중장, 마토바 소좌, 이토 중좌, 요시이 대좌, 나카지마 대위에겐 사형(교수형)이 선고됐고, 모리 중장과 가토 대좌, 야마시타 대위, 도키 대위, 사토 대위는 종신형에 처해졌다. 해군의 가미우라 소좌는 구류 중 자결했으며, 일본 본토로 귀환한 뒤 도망갔던 고야마 소위는 집 근처 야산에서 역시 자결했다. 마찬가지로 도망갔다가 나중에 재판을 받은 데라키 군의관은 4년형을 선고받았다.
다치바나나 마토바의 경우는 유서나 최후진술이 없어서 그들의 심경을 헤아릴 수는 없다. 다만 두 사람은 사형이 집행될 때까지 약 1년 동안 매일 미군 병사들의 학대로 거의 초주검이 되어 사형대에 올랐다.
흥미로운 사실은 이 때, 지치섬 폭격에 나섰던 미군 조종사 가운데 조지 W. 부시 전 대통령의 아버지인 조지 H. W. 부시 전 대통령도 있었다는 점이다. 그는 1988년 펴낸 자서전에서 이 시기를 전쟁 중 경험한 최악의 시기였다고 밝혔다.

## 같이 보기
- 식인
- 일본이 저지른 전쟁 범죄